# Sainte-Alvère-Saint-Laurent Les Bâtons
Sainte-Alvère-Saint-Laurent Les Bâtons ist eine ehemalige französische Commune nouvelle, die von 2016 bis 2017 bestand, mit zuletzt 1.023 Einwohnern (Stand: 1. Januar 2016) im Département Dordogne in der Region Nouvelle-Aquitaine. Sie gehörte zum Arrondissement Périgueux und zum Kanton Périgord Central.
Sie entstand mit Wirkung vom 1. Januar 2016 durch die Zusammenlegung der früheren Gemeinden Sainte-Alvère und Saint-Laurent-des-Bâtons, die in der neuen Gemeinde den Status einer Commune déléguée erhielten. Der Verwaltungssitz befand sich im Ort Sainte-Alvère.
Die neue Gemeinde wurde bereits 2017 wieder aufgelöst und mit der früheren Gemeinde Cendrieux zur Commune nouvelle Val de Louyre et Caudeau zusammengeschlossen.

## Gemeindegliederung
| Ortsteil                          | ehemaliger INSEE-Code | Fläche (km²) | Einwohnerzahl (2016) |
| --------------------------------- | --------------------- | ------------ | -------------------- |
| Sainte-Alvère (Verwaltungssitz)00 | 24362                 | 32,42        | 806                  |
| Saint-Laurent-des-Bâtons          | 24435                 | 19,47        | 217                  |

## Geographie
Sainte-Alvère-Saint-Laurent Les Bâtons liegt etwa 20 Kilometer ostnordöstlich von Bergerac und etwa 30 Kilometer südsüdöstlich von Périgueux.
Die Gemeinde Sainte-Alvère-Saint-Laurent Les Bâtons grenzte an folgende Gemeinden:
- Im Norden an Saint-Michel-de-Villadeix und Veyrines-de-Vergt,
- im Nordosten an Cendrieux,
- im Osten an Saint-Avit-de-Vialard,
- im Südosten an Paunat,
- im Süden an Pezuls und Sainte-Foy-de-Longas,
- im Südwesten an Saint-Marcel-du-Périgord,
- im Westen an Saint-Félix-de-Villadeix sowie
- im Nordwesten an Fouleix und Saint-Amand-de-Vergt.

## Sehenswürdigkeiten
- Schloss Saint-Maurice aus dem 14./15. Jahrhundert
- Reste der Burg von Sainte-Alvère aus dem 13. Jahrhundert, Monument historique seit 1949
- Kirche Saint-Pierre-ès-Liens aus dem 18. Jahrhundert
- Kirche Saint-Maurice aus dem 16. Jahrhundert
- Kirche Saint-Laurent aus dem 19. Jahrhundert

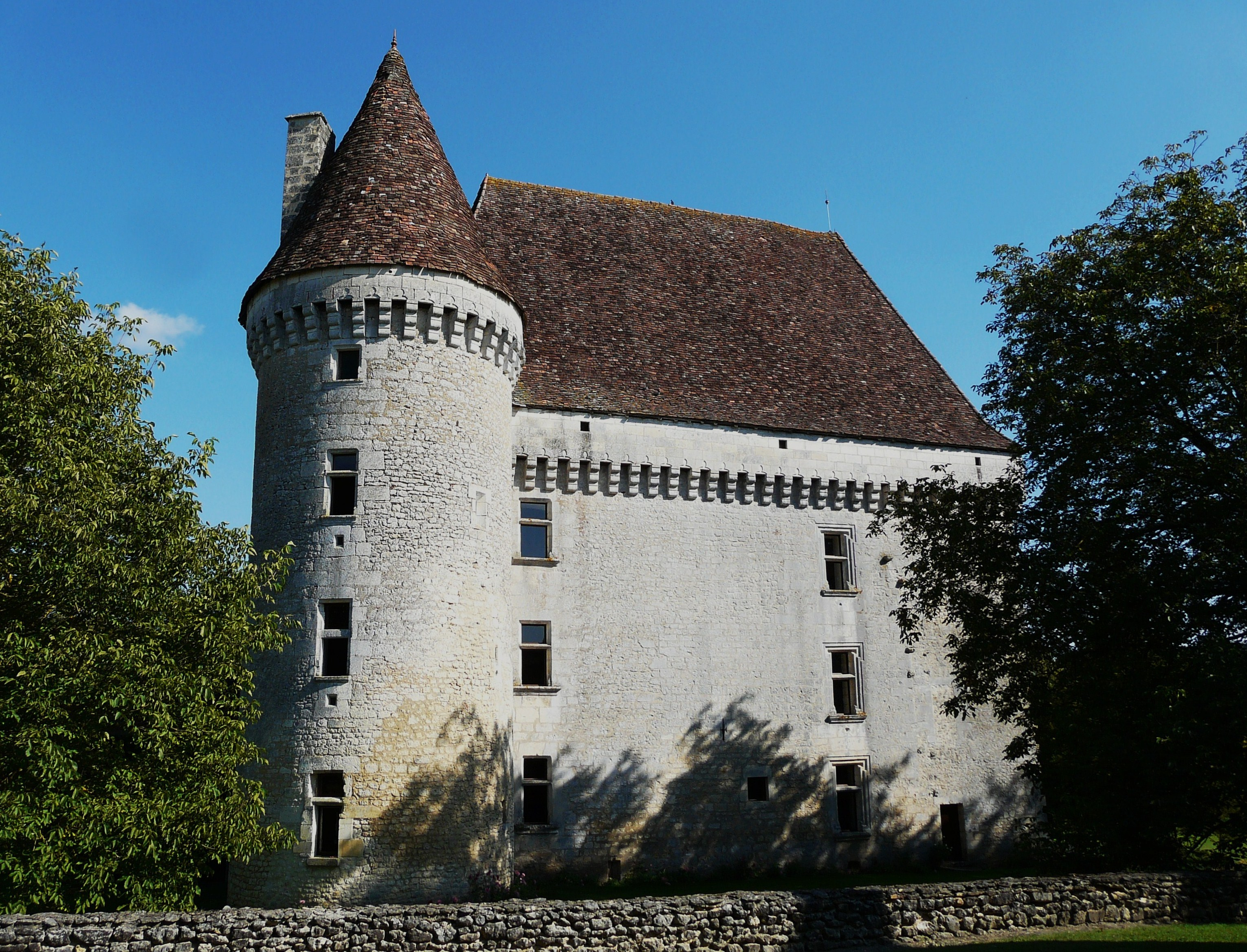
Schloss Saint-Maurice
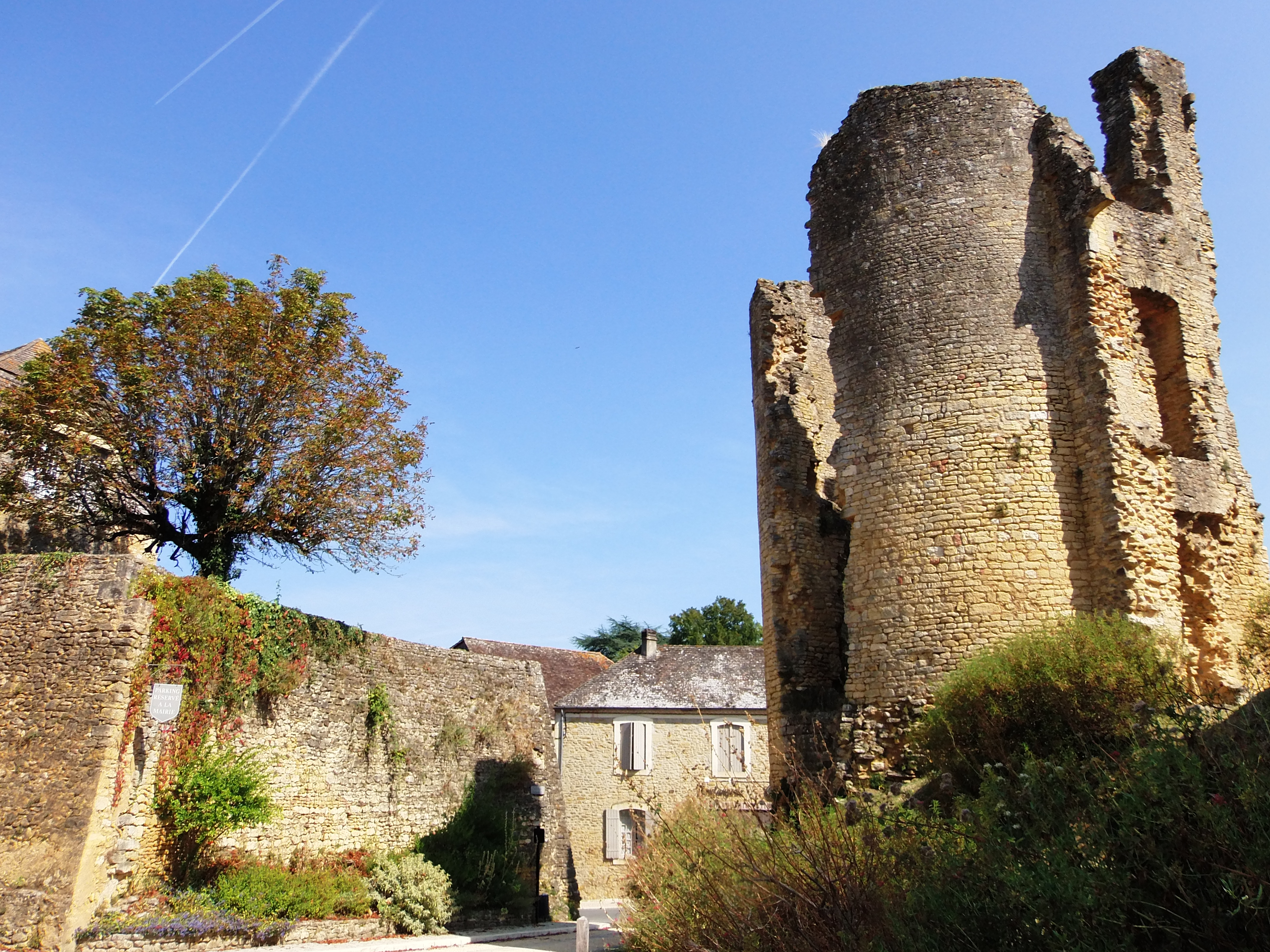
Donjon der Burg
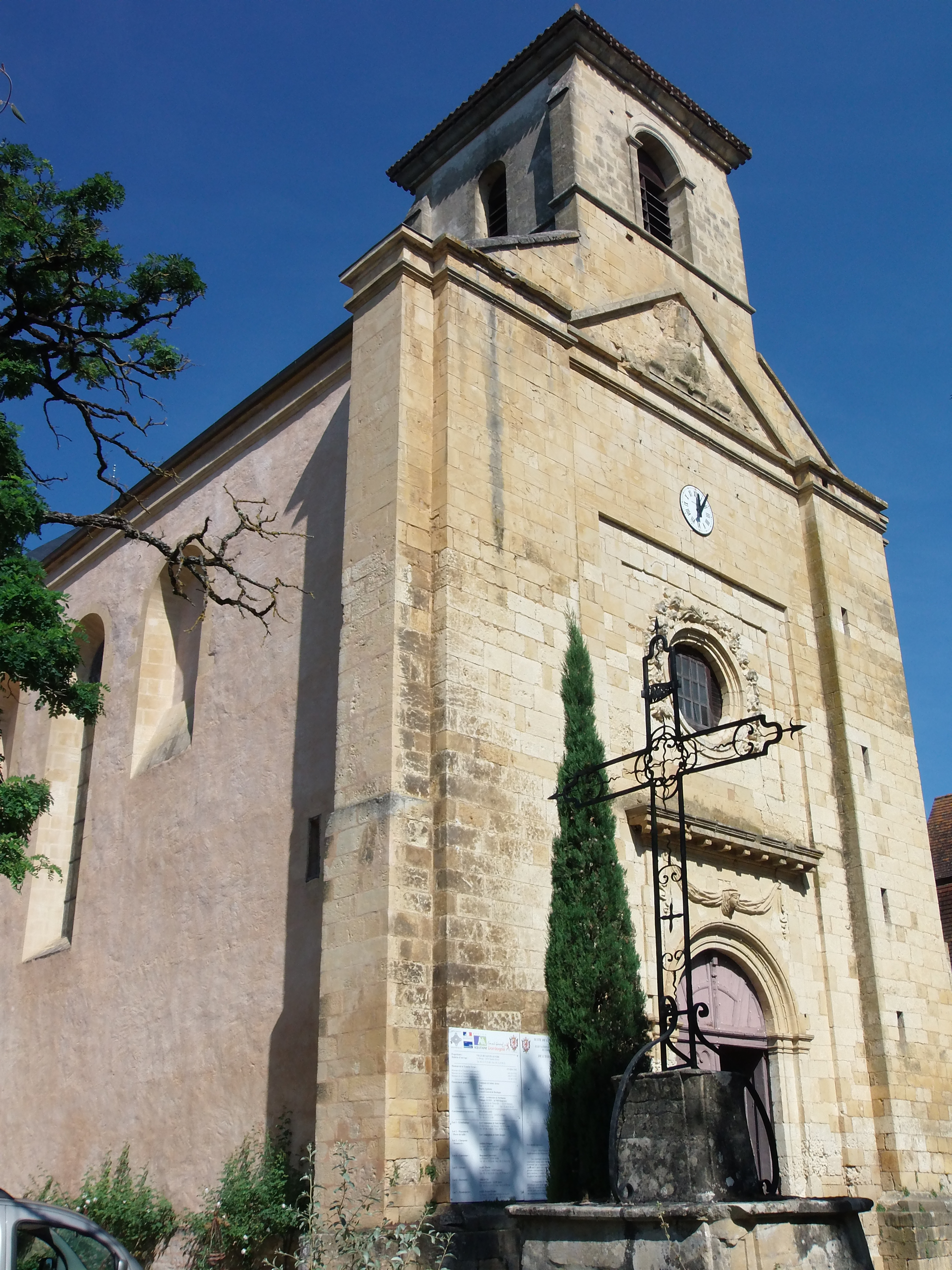
Kirche Saint-Pierre-ès-Liens
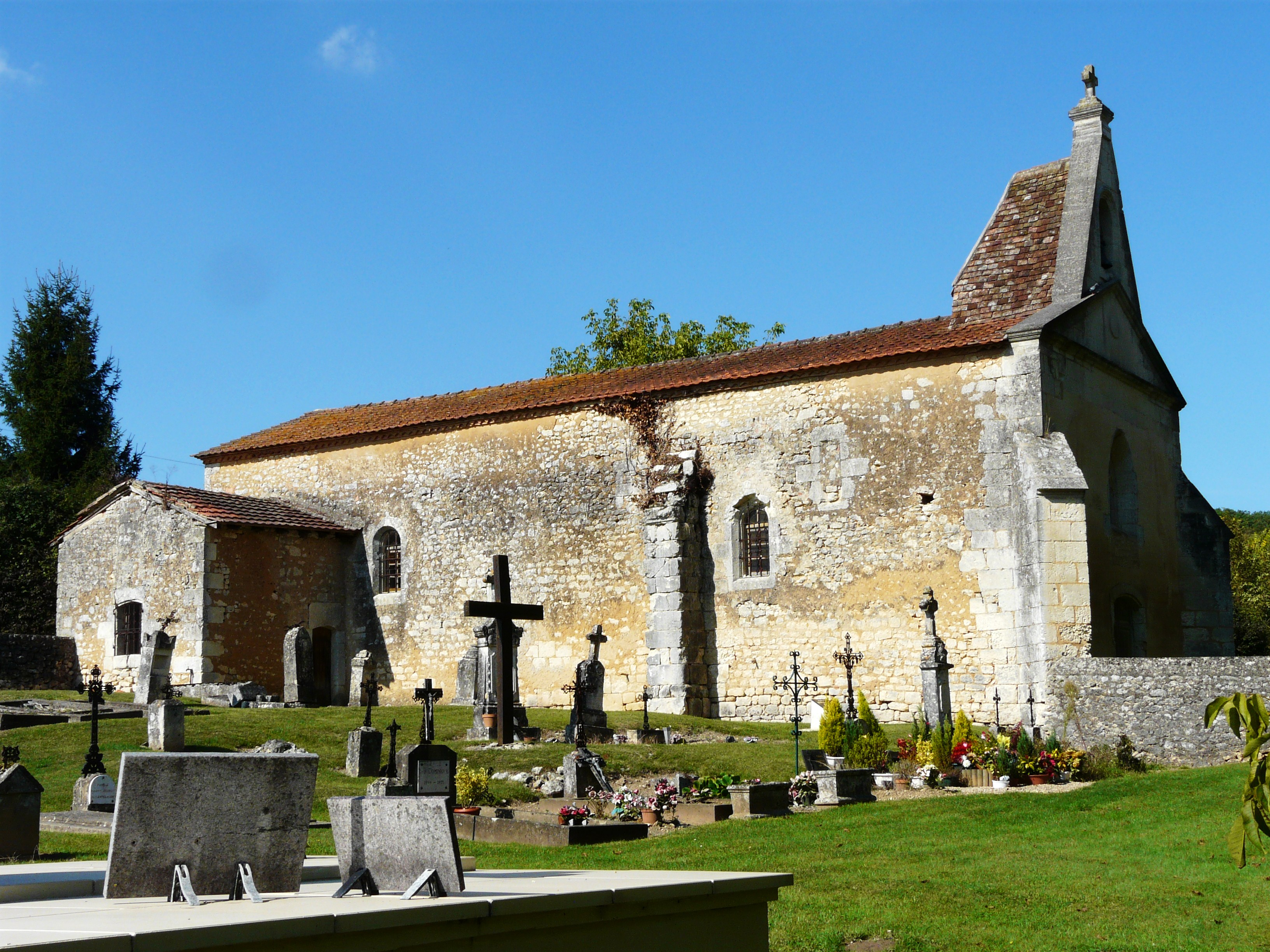
Kirche Saint-Maurice